# Просеченски кратер
Просеченския кратер (на гръцки: Ερυθρόμορφος Κρατήρας της Προσοτσάνης) е червенофигурен кратер, открит през 2014 година край драмското село Просечен и изложен в Драмския археологически музей.

## История на откриването
Кратерът е открит непокътнат в 2014 година при разкопки в цистов гроб, източно от Просечен. Изложен е в атриума на Драмския археологически музей за пръв път през май 2017 година по време на събитие, разкриващо вековните връзки на Драма с виното и почитането на бога Дионис, част от Драминогносия 2017. Кратерът е изложен в тематичен раздел на Драмския музей, посвете на почитането на Дионис.

## Описание
Кратерът е червенофигурен съд за размесване на вино и датира от 380 – 370 г. пр.н.е. Произведение е на водеща атическа работилница, каквото до откриването му не се е появявало в Драмско. Принадлежал е на богато семейство. Висок е 27 cm и има диаметър от 28 cm. От едната страна на съда, в центъра, е изобразен бог Дионис, стоящ с тирс, а отляво Ариадна в сцена на божествена сватба. Двете фигури са рамкирани от сатири. От другата страна, отново в центъра, стои бог Дионис в движение с обърнато лице към любовницата си, която се приближава до него, държейки барабан. Отляво и отдясно на бога са сатири, докато всички фигури носят на главата си бели венци.
В Драмско е открит, край село Горенци е открит Храм на Дионис с мраморен бюст на бога.